# El Pino de Tormes
El Pino de Tormes település Spanyolországban, Salamanca tartományban. El Pino de Tormes Valverdón, Florida de Liébana, Parada de Arriba, Carrascal de Barregas, Zarapicos és Almenara de Tormes községekkel határos. Lakosainak száma 149 fő (2024).

## Népesség
A település népessége az elmúlt években az alábbi módon változott:
| Lakosok száma | 182  | 181  | 162  | 155  | 159  | 157  | 159  | 155  | 155  | 149  |
|               | 2001 | 2004 | 2007 | 2009 | 2012 | 2014 | 2017 | 2019 | 2022 | 2024 |